# Кардинальная операция
Кардинальная операция в теории множеств — операция над множествами, в результате которой возникают новые элементы, не принадлежащие к исходным множествам, в отличие от алгебраических операций, все элементы результирующего множества которых имеются в исходных множествах.
Из основных операций над множествами кардинальными являются прямое произведение, булеан и кардинальная степень: так, в результате прямого произведения {\displaystyle A_{1}\times A_{2}\times ...\times A_{k}} множеств {\displaystyle A_{1},...,A_{k}} возникают всевозможные упорядоченные наборы {\displaystyle \langle a_{1},a_{2},...,a_{k}\rangle }, где {\displaystyle a_{1}\in A_{1},a_{2}\in A_{2},...,a_{k}\in A_{k}}, а в результате булевской степени {\displaystyle 2^{A}} возникает множество всех подмножеств {\displaystyle A}: {\displaystyle 2^{A}\rightarrow \left\{X\mid X\subseteq A\right\}}, то есть элементы результирующих множеств сконструированы из элементов исходных, но не входят в исходные атомарном виде.
Алгебраические операции над множествами — объединение множеств, пересечение множеств, разность множеств, симметрическая разность, дизъюнктное объединение.